# Правда (остановочный пункт)
Пра́вда — остановочный пункт Ярославского направления Московской железной дороги в Пушкинском районе Московской области.
Располагается в городском поселении Правдинский, между посёлком Правдинский с запада и селом Братовщина с востока.

## История
Остановочный пункт построена в 1898 году и изначально носил название Полустанок Братовщина, по имени соседнего крупного села. В 1931 году был переименован по соседнему дачному посёлку Правдинскому, основанному в 1930 году на месте старых дач и располагающемуся на западной стороне железной дороги. В конце 20-х — начале 30-х годов XX века в посёлке жил известный советский журналист и писатель М. Е. Кольцов (1898—1940), по инициативе которого остановочный пункт получил название Правда. Некоторое время являлась станцией, остатки путевого развития можно наблюдать к югу от переезда, конечной для контактной сети со стороны Мытищ.

## Описание
На остановочном пункте имеется две боковые электрифицированные, не оборудованные турникетами платформы, платформа № 1 с билетной кассой для обслуживания пассажиров. Соединены наземным пешеходным переходом. 
Останавливаются пригородные поезда Москва — Софрино, Москва — Красноармейск, Москва — Сергиев Посад, Москва — Александров.

## Общественный транспорт
С западной стороны
| № маршрута автобуса | Населённые пункты                 |
| ------------------- | --------------------------------- |
| 4 (без льгот)       | пос. Правдинский (ул. Котовского) |
| 25                  | Ельдигино — Тишково               |
| 32                  | Ельдигино — Алёшино — Луговая     |
| 36                  | Степаньково — сан. «Тишково»      |

С восточной стороны
| № маршрута автобуса | Станции железной дороги | Конечные остановки             |
| ------------------- | ----------------------- | ------------------------------ |
| 6 (без льгот)       | Пушкино                 | Пушкино (через мкр. Дзержинец) |